# Айос-Иоанис-Рендис
А́йос-Иоа́нис-Ре́ндис (греч. Άγιος Ιωάννης Ρέντης) — город в Греции, западный пригород Афин. Расположен на высоте 10 метров над уровнем моря, на Афинской равнине, в 3 километрах к северо-востоку от Пирея и в 6 километрах к юго-западу от центра Афины, площади Омониас. Входит в общину (дим) Никея-Айос-Иоанис-Рендис в периферийной единице Пирей в периферии Аттика. Население 16 050 жителей по переписи 2011 года. Площадь 4,524 квадратного километра.
Город состоит из небольшой по площади густозаселенной жилой зоны и большой промышленной зоны, поэтому считается одним из самых малонаселённых пригородов Афин. С севера граничит по проспекту Петру-Рали с Эгалео. Айос-Иоанис-Рендис пересекается с севера на юг проспектом Кифису, который проходит по берегам реки Кифисос и южнее служит границей Пирея и Мосхатона. Большая часть города находится западнее проспекта Кифису. Центр города — площадь Элефтериу-Венизелу и площадь Айиу-Иоани-Ренди находится в юго-западной части города близ проспекта Пиреос. В юго-восточной части города находится афинский центральный зеленной рынок, в северо-восточной части — тренировочное поле футбольного клуба «Олимпиакос» и закрытый физкультурный зал «Мелина-Меркури» волейбольного клуба «Олимпиакос».
В городе располагается центральное депо ΟΣΕ. С запада на восток город пересекает Линия 1 / Линия 2 Проастиакос. В 2007 году открыта железнодорожная станция «Рендис».

## История
Город создан в 1897 году. В 1925 году (ΦΕΚ 48Α) создано одноимённое сообщество, в 1946 году (ΦΕΚ 290Α) — община.
Название происходит от церкви Святого Иоанна Крестителя, ктиторами которой была семья Рендис. Семья Рендис известна с XIV века, когда нотариус Димитриос Рендис (Δημήτριος Ρέντης ή Ρένδης) поселился в Афинах и поддержал каталонцев в войне против Нерио I, за что получил в распоряжение территорию современного города. На площади Айиу-Иоани-Ренди находится церковь Святого Иоанна Крестителя, построенная в 1970 году на месте прежней. Первая часовня была построена в 1664 году. В 1925 году открыт большой храм. Второй церковью в городе является Успенская церковь.
Индустриализация города произошла в межвоенный период.

## Население
| Год  | Население, человек |
| ---- | ------------------ |
| 1920 | 1457               |
| 1928 | 3289               |
| 1940 | 4183               |
| 1951 | 5375               |
| 1961 | 11 204             |
| 1971 | 17 560             |
| 1981 | 16 276             |
| 1991 | 14 370             |
| 2001 | 15 422             |
| 2011 | ↗ 16 050           |

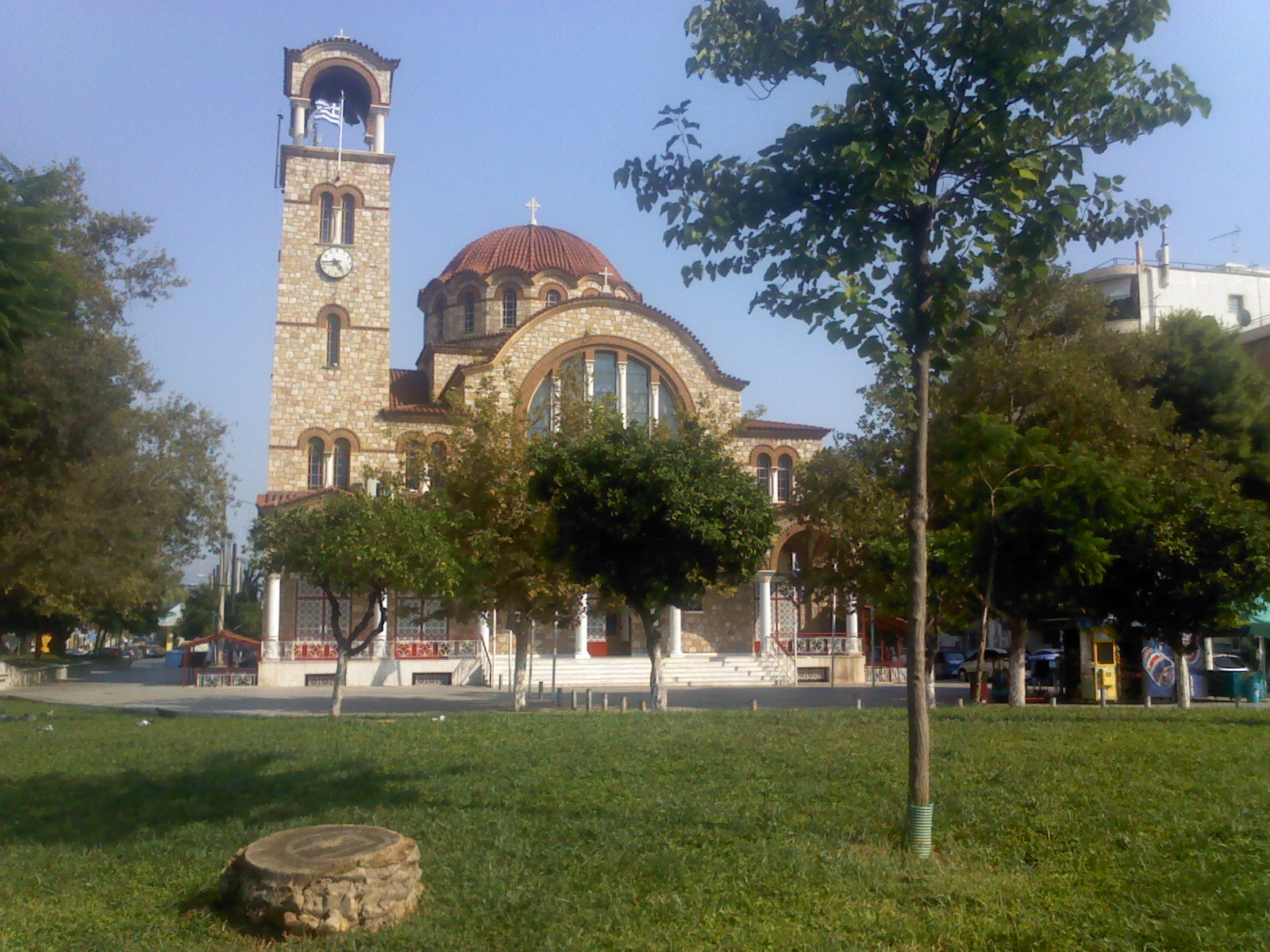
Церковь Святого Иоанна Крестителя в Айос-Иоанис-Рендисе
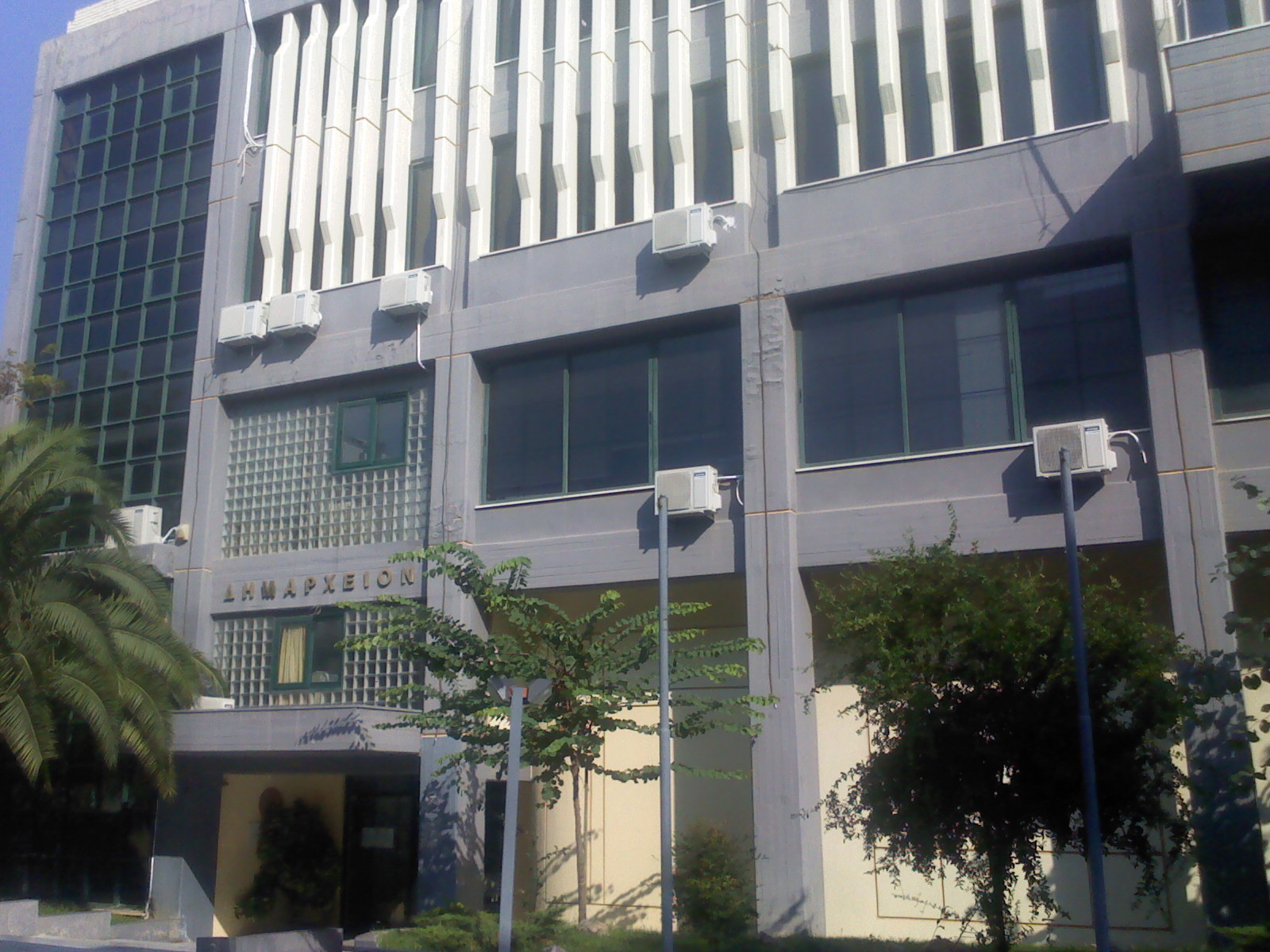
Мэрия Айос-Иоанис-Рендиса
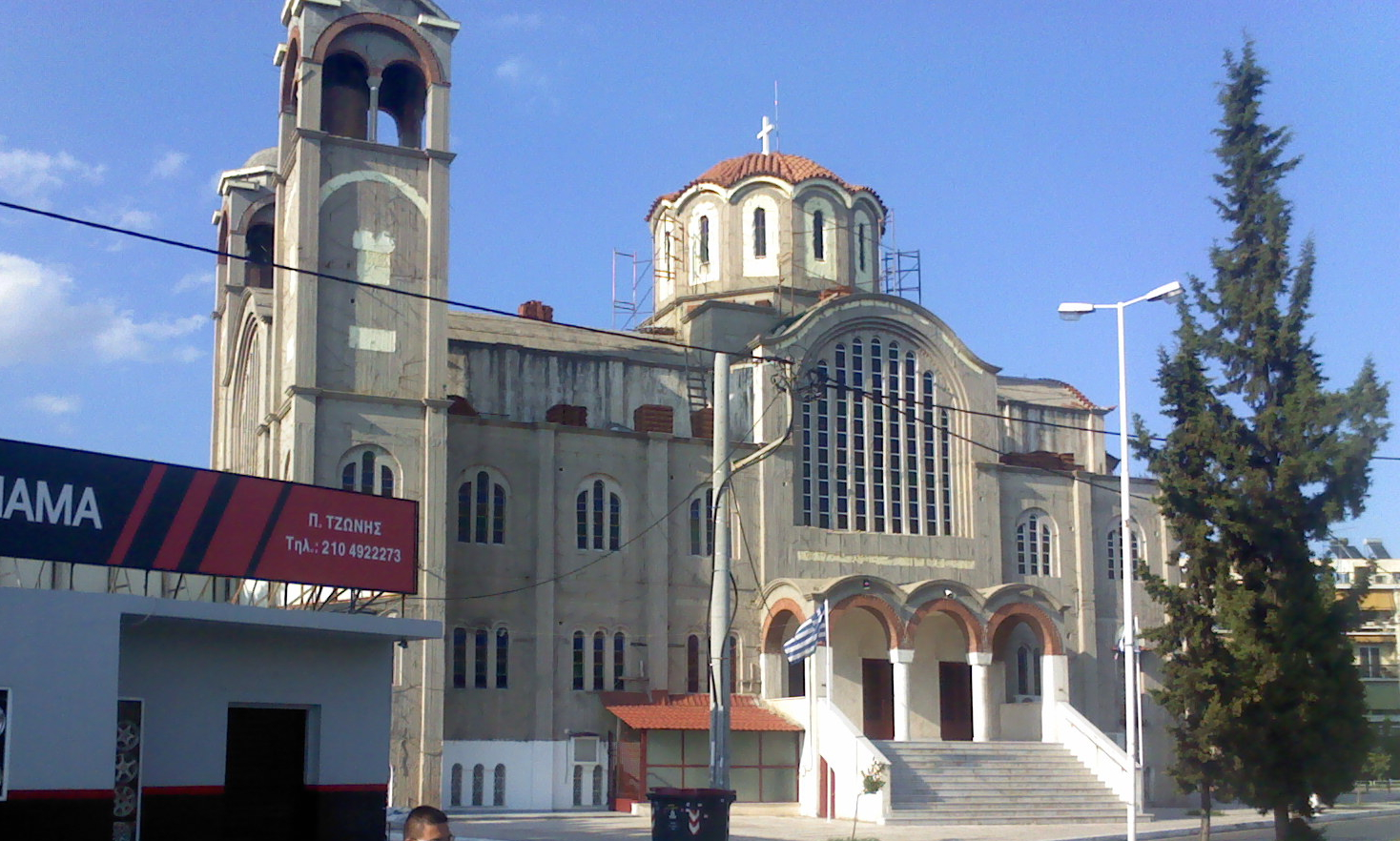
Успенская церковь в Айос-Иоанис-Рендисе